# カリ・ウチス
カリ・ウチス（Kali Uchis、1994年7月17日 - ）は、コロンビア生まれ、アメリカ合衆国ヴァージニア州育ちの女性シンガーソングライター、音楽プロデューサー。音楽ジャンルは、ソウルミュージック、ファンク、R&Bなど。身長168cm。

## 来歴

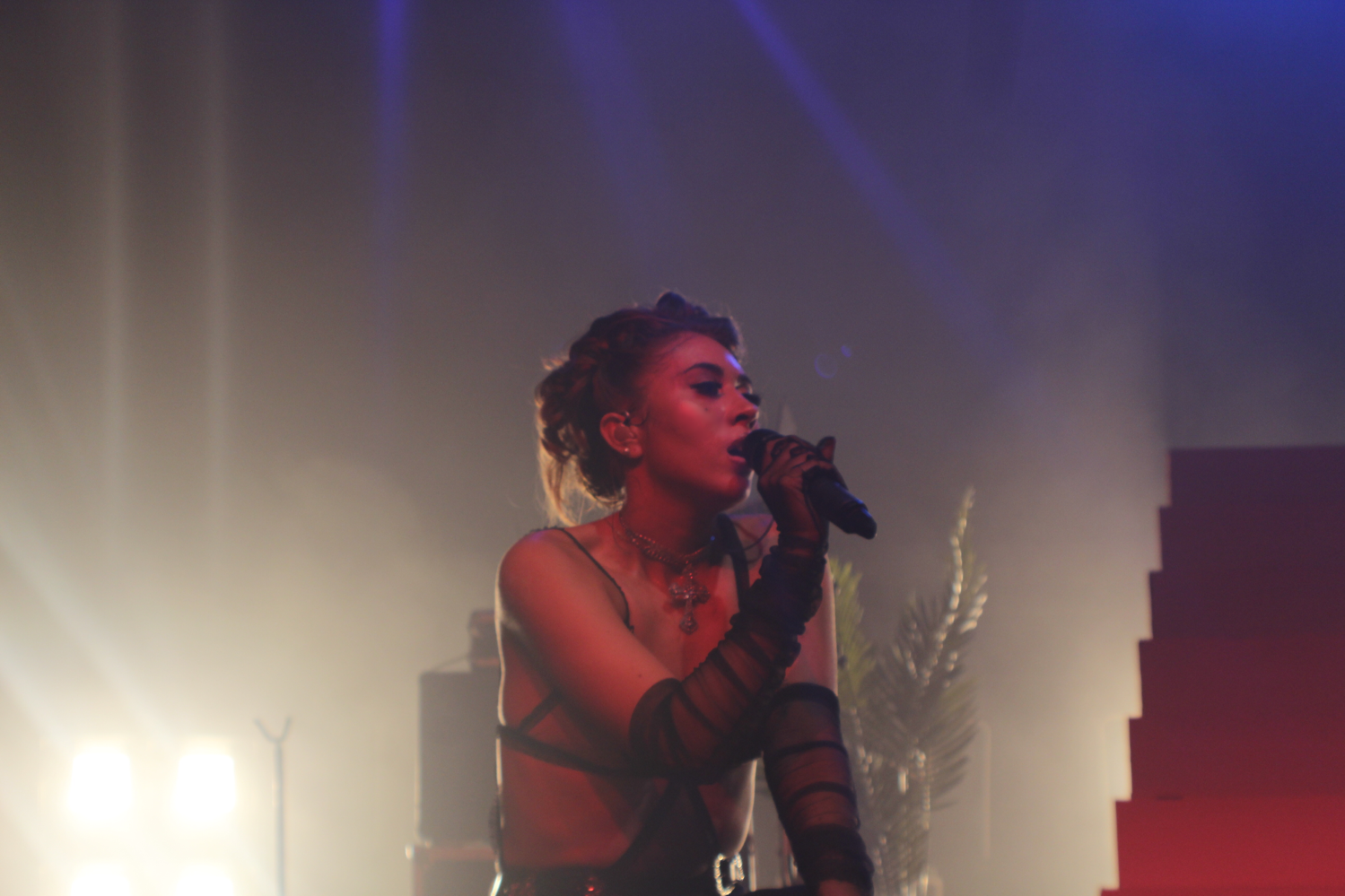
ライブでのKali Uchis（2017年）

コロンビアのペレイラ生まれ。アメリカのヴァージニア州アレクサンドリアで育ち、サクソフォーンとピアノを演奏できるようになった。
2014年、NPRの音楽番組『Alt.Latino』は、カリ・ウチスを2014年のお気に入りアーティスト、かつ今後の活躍が期待される注目の女性シンガーとして紹介し、2014年から2015年にかけて複数回、カリ・ウチスの楽曲を番組で取り上げている。
2018年4月、デビューアルバムとなる『Isolation』を発表。様々な音楽メディアから高い評価を受けた。同年7月には大型野外音楽フェスティバル「フジロックフェスティバル'18」に出演した。
2020年11月20日、2作目のアルバム『Sin Miedo (del Amor y Otros Demonios) ∞』をリリースした。

## ディスコグラフィ
アルバム 
- Isolation (2018年)
- Sin Miedo (del Amor y Otros Demonios) ∞ (2020年)
- Red Moon in Venus (2023年)
- Orquídeas (2024年)

 EP 
- Por Vida (2015年)
- To Feel Alive (2020年)